# Shakubuku
Shakubuku (jap. 折伏, dt.: „brechen und unterwerfen“) ist ein aus dem Śrīmālādevī Siṃhanāda Sūtra stammender Terminus und bezieht sich auf eine Methode der Bekehrung, die in Teilen des Nichiren-Buddhismus Anwendung findet. Gemeint ist damit die argumentative Widerlegung der als häretisch oder vorläufig erachteten Lehren.
Organisationen und Schulen wie die Kokuchūkai, die Sōka Gakkai und die Nichiren-Shōshū  nahmen diese Methode der aggressiv anmutenden Bekehrung in der Vergangenheit sehr wörtlich, was Kritiker auf den Plan rief. Inzwischen haben sich die meisten Richtungen von der damaligen Auslegung und Anwendung dieser Methode distanziert. Obgleich die Bezeichnung als solche noch Anwendung findet, wird nun Wert darauf gelegt, dem Gegenüber die eigene Sichtweise des Buddhismus zu erklären.
Im Gegensatz zum Shakubuku steht die Methode des Shojū, in der darauf geachtet werden soll, das Gegenüber langsam und stetig zu überzeugen, ohne zu versuchen, dessen Ansichten zu widerlegen, sondern auf dessen eigene Selbsterkenntnis zu bauen.
Nichiren selbst nahm auf beide Methoden in Schriften wie dem Kaimoku Shō (開目抄, „Das Öffnen der Augen“) Bezug.